# Eva Birnerová
Eva Birnerová, née le 14 août 1984 à Duchcov, est une joueuse de tennis tchèque, professionnelle de 2002 à 2014.
En septembre 2011, elle réussit l'une des meilleures performances de sa carrière en atteignant la finale de l'Open de Tachkent qu'elle perd face à la favorite de la compétition, la Russe Ksenia Pervak.

## Palmarès

### Titre en simple dames
Aucun

### Finale en simple dames
| No | Date       | Nom et lieu du tournoi  | Catégorie | Dotation  | Surface    | Vainqueure    | Score    |          |
| -- | ---------- | ----------------------- | --------- | --------- | ---------- | ------------- | -------- | -------- |
| 1  | 12/09/2011 | Tashkent Open, Tachkent | Intern'l  | 220 000 $ | Dur (ext.) | Ksenia Pervak | 6-3, 6-1 | Parcours |

### Titres en double dames
| No | Date       | Nom et lieu du tournoi                | Catégorie | Dotation  | Surface      | Partenaire        | Finalistes                     | Score             |          |
| -- | ---------- | ------------------------------------- | --------- | --------- | ------------ | ----------------- | ------------------------------ | ----------------- | -------- |
| 1  | 08/08/2006 | Nordea Nordic Light Open Stockholm    | Tier IV   | 145 000 $ | Dur (ext.)   | Jarmila Gajdošová | Yan Zi Zheng Jie               | 0-6, 6-4, 6-2     | Parcours |
| 2  | 11/07/2011 | Nürnberger Gastein Ladies Bad Gastein | Intern'l  | 220 000 $ | Terre (ext.) | Lucie Hradecká    | Jarmila Gajdošová Julia Görges | 4-6, 6-2, [12-10] | Parcours |
| 3  | 13/02/2012 | XX Copa BBVA-Colsanitas Bogota        | Intern'l  | 220 000 $ | Terre (ext.) | Alexandra Panova  | Mandy Minella Stefanie Vögele  | 6-2, 6-2          | Parcours |

### Finales en double dames
| No | Date       | Nom et lieu du tournoi             | Catégorie | Dotation  | Surface      | Vainqueures                           | Partenaire          | Score    |          |
| -- | ---------- | ---------------------------------- | --------- | --------- | ------------ | ------------------------------------- | ------------------- | -------- | -------- |
| 1  | 08/08/2005 | Nordea Nordic Light Open Stockholm | Tier IV   | 140 000 $ | Dur (ext.)   | Émilie Loit Katarina Srebotnik        | Mara Santangelo     | 6-4, 6-3 | Parcours |
| 2  | 18/09/2006 | Banka Koper Slovenia Open Portorož | Tier IV   | 145 000 $ | Dur (ext.)   | Lucie Hradecká Renata Voráčová        | Émilie Loit         | Forfait  | Parcours |
| 3  | 30/04/2012 | Grand Prix Budapest                | Intern'l  | 220 000 $ | Terre (ext.) | Janette Husárová Magdaléna Rybáriková | Michaëlla Krajicek  | 6-4, 6-2 | Parcours |
| 4  | 23/07/2012 | Baku Cup Bakou                     | Intern'l  | 220 000 $ | Dur (ext.)   | Irina Buryachok Valeria Solovieva     | Alberta Brianti     | 6-3, 6-2 | Parcours |
| 5  | 18/02/2013 | XXI Copa Claro Colsanitas Bogota   | Intern'l  | 235 000 $ | Terre (ext.) | Tímea Babos Mandy Minella             | Alexandra Panova    | 6-4, 6-3 | Parcours |
| 6  | 01/04/2013 | Whirlpool Monterrey Open Monterrey | Intern'l  | 235 000 $ | Dur (ext.)   | Tímea Babos Kimiko Date-Krumm         | Tamarine Tanasugarn | 6-1, 6-4 | Parcours |

## Parcours en Grand Chelem

### En simple dames
| Année | Open d'Australie                                      | Open d'Australie                                      | Internationaux de France                             | Internationaux de France                             | Wimbledon                                           | Wimbledon                                           | US Open                                                | US Open     |
| ----- | ----------------------------------------------------- | ----------------------------------------------------- | ---------------------------------------------------- | ---------------------------------------------------- | --------------------------------------------------- | --------------------------------------------------- | ------------------------------------------------------ | ----------- |
| 2002  | —                                                     | —                                                     | —                                                    | —                                                    | —                                                   | —                                                   | Q2 \|\| style="text-align:left" \| Anastasia Rodionova |             |
| 2003  | —                                                     | —                                                     | 1er tour (1/64)                                      | Stéphanie Foretz                                     | Q3 \|\| style="text-align:left" \| Barbora Strýcová | Q2 \|\| style="text-align:left" \| Kelly Liggan     |                                                        |             |
| 2004  | 1er tour (1/64)                                       | Julia Vakulenko                                       | 1er tour (1/64)                                      | Květa Peschke                                        | 1er tour (1/64)                                     | Saori Obata                                         | Q3 \|\| style="text-align:left" \| Sesil Karatantcheva |             |
| 2005  | Q1 \|\| style="text-align:left" \| Angela Haynes      | 2e tour (1/32)                                        | Vera Zvonareva                                       | 1er tour (1/64)                                      | Venus Williams                                      | 1er tour (1/64)                                     | Nadia Petrova                                          |             |
| 2006  | 1er tour (1/64)                                       | Sybille Bammer                                        | 1er tour (1/64)                                      | Anna Chakvetadze                                     | 2e tour (1/32)                                      | Zheng Jie                                           | 2e tour (1/32)                                         | Mary Pierce |
| 2007  | 3e tour (1/16)                                        | Amélie Mauresmo                                       | 1er tour (1/64)                                      | Ai Sugiyama                                          | 1er tour (1/64)                                     | Ágnes Szávay                                        | Q1 \|\| style="text-align:left" \| Viktoriya Kutuzova  |             |
| 2008  | —                                                     | —                                                     | —                                                    | —                                                    | —                                                   | —                                                   | Q1 \|\| style="text-align:left" \| Zuzana Ondrášková   |             |
|       |                                                       |                                                       |                                                      |                                                      |                                                     |                                                     |                                                        |             |
| 2010  | —                                                     | —                                                     | —                                                    | —                                                    | Q2 \|\| style="text-align:left" \| Mirjana Lučić    | Q1 \|\| style="text-align:left" \| Ajla Tomljanović |                                                        |             |
| 2011  | Q2 \|\| style="text-align:left" \| Irina-Camelia Begu | Q1 \|\| style="text-align:left" \| Vitalia Diatchenko | Q2 \|\| style="text-align:left" \| Kristýna Plíšková | Q2 \|\| style="text-align:left" \| Marta Domachowska |                                                     |                                                     |                                                        |             |
| 2012  | 1er tour (1/64)                                       | Anabel Medina                                         | 1er tour (1/64)                                      | M. J. Martínez                                       | Q1 \|\| style="text-align:left" \| Petra Rampre     | Q1 \|\| style="text-align:left" \| Olga Puchkova    |                                                        |             |
| 2013  | Q1 \|\| style="text-align:left" \| Zhou Yimiao        | Q3 \|\| style="text-align:left" \| Grace Min          | 3e tour (1/16)                                       | Mónica Puig                                          | Q1 \|\| style="text-align:left" \| Taylor Townsend  |                                                     |                                                        |             |
| 2014  | Q1 \|\| style="text-align:left" \| Katarzyna Piter    | Q1 \|\| style="text-align:left" \| Grace Min          | Q1 \|\| style="text-align:left" \| Lesia Tsurenko    | —                                                    | —                                                   |                                                     |                                                        |             |

À droite du résultat, l’ultime adversaire.

### En double dames
| Année | Open d'Australie              | Open d'Australie               | Internationaux de France       | Internationaux de France  | Wimbledon                      | Wimbledon               | US Open                       | US Open                     |
| ----- | ----------------------------- | ------------------------------ | ------------------------------ | ------------------------- | ------------------------------ | ----------------------- | ----------------------------- | --------------------------- |
| 2004  | -                             | -                              | -                              | -                         | 1er tour (1/32) L. Batcheva    | G. Dulko P. Tarabini    | 2e tour (1/16) I. Benešová    | M. Navrátilová L. Raymond   |
| 2005  | 3e tour (1/8) A. Vanc         | L. Davenport C. Morariu        | 3e tour (1/8) A. Vanc          | E. Loit N. Pratt          | 1er tour (1/32) A. Vanc        | J. Husárová C. Martínez | 2e tour (1/16) A. Vanc        | S. Kuznetsova A. Molik      |
| 2006  | 1er tour (1/32) M. Santangelo | A.-L. Grönefeld M. Shaughnessy | 1er tour (1/32) Y. Beygelzimer | E. Likhovtseva A. Myskina | 1er tour (1/32) Y. Beygelzimer | K. Peschke F. Schiavone | 2e tour (1/16) A. Yakimova    | D. Safina K. Srebotnik      |
| 2007  | 1er tour (1/32) S. Bammer     | T. Pironkova M. Suchá          | 1er tour (1/32) S. Mirza       | L. Raymond S. Stosur      | -                              | -                       | -                             | -                           |
| 2011  | -                             | -                              | -                              | -                         | -                              | -                       | 1er tour (1/32) K. Zakopalová | I.-C. Begu S. Halep         |
| 2012  | 2e tour (1/16) A. Brianti     | S. Mirza E. Vesnina            | 1er tour (1/32) P. Cetkovská   | C. Dellacqua A. Panova    | 1er tour (1/32) P. Cetkovská   | S. Errani R. Vinci      | 2e tour (1/16) R. Oprandi     | Chuang C.J. Zhang S.        |
| 2013  | 1er tour (1/32) R. Oprandi    | I.-C. Begu M. Niculescu        | 1er tour (1/32) S. Vögele      | V. King M. Niculescu      | 1er tour (1/32) S. Vögele      | V. Lepchenko Zheng S.   | 1er tour (1/32) S. Vögele     | K. Mladenovic G. Voskoboeva |

Sous le résultat, la partenaire ; à droite, l’ultime équipe adverse.

### En double mixte
| Année | Open d'Australie | Open d'Australie | Internationaux de France | Internationaux de France | Wimbledon                | Wimbledon         | US Open | US Open |
| 2006  | -                | -                | -                        | -                        | 2e tour (1/16) L. Dlouhý | C. Black W. Black | -       | -       |

Sous le résultat, le partenaire ; à droite, l’ultime équipe adverse.

## Parcours en «Premier Mandatory» et «Premier 5»
Découlant d'une réforme du circuit WTA inaugurée en 2009, les tournois WTA « Premier Mandatory » et « Premier 5 » constituent les catégories d'épreuves les plus prestigieuses, après les quatre levées du Grand Chelem.

### En simple dames
| Année |              | Premier Mandatory | Premier Mandatory           | Premier Mandatory | Premier Mandatory |       | Premier 5 | Premier 5 | Premier 5  | Premier 5 | Premier 5 | Premier 5 | Premier 5 |
| Année | Indian Wells | Miami             | Madrid                      | Pékin             |                   | Dubaï | Rome      | Canada    | Cincinnati |           | Tokyo     |           |           |
| Année | Indian Wells | Miami             | Madrid                      | Pékin             |                   | Doha  | Rome      | Canada    | Cincinnati |           | Wuhan     |           |           |
| Année | Indian Wells | Miami             | Madrid                      | Pékin             |                   |       | Rome      | Canada    | Cincinnati |           |           |           |           |
| 2012  |              |                   | 1er tour (1/64) M. Krajicek |                   |                   |       |           |           |            |           |           |           |           |

Sous le résultat, l’ultime adversaire.

### En double dames
| 2012                                                                             |                                                                               |                                                                            |   |   |   |   |  |   |   |                                                                              |   |   |   |   |   |   |   |   |  |  |
| —                                                                                | —                                                                             | 2e tour (1/8) Jans-Ignacik \|\| style="text-align:left;" \| Makarova Zheng | — | — | — | — |  |   | — | —                                                                            | — | — | — | — | — | — | — | — |  |  |
| 2013                                                                             |                                                                               |                                                                            |   |   |   |   |  |   |   |                                                                              |   |   |   |   |   |   |   |   |  |  |
| 1er tour (1/16) Cibulková \|\| style="text-align:left;" \| Janković Lučić-Baroni | 1er tour (1/16) Lepchenko \|\| style="text-align:left;" \| Mattek-Sands Mirza | —                                                                          | — | — | — |   |  | — | — | 1er tour (1/16) Buryachok \|\| style="text-align:left;" \| Hlaváčková Martić | — | — | — | — | — | — |   |   |  |  |

N.B. : le nom de la partenaire se trouve sous le résultat ; le nom des ultimes adversaires se trouve à droite.

## Parcours en Fed Cup
| #                                                                          | Date       | Lieu   | Surface      | Gagnante(s)                    | Perdante(s)                  | Score    |          |
|                                                                            |            |        |              |                                |                              |          |          |
| 2002 - 1er tour (groupe mondial) - Croatie - République tchèque - 3 : 2    |            |        |              |                                |                              |          |          |
| 1                                                                          | 27/04/2002 | Bol    | Terre (ext.) | Jelena Kostanić Iva Majoli     | Iveta Benešová Eva Birnerová | 6-1, 6-2 | Parcours |
|                                                                            |            |        |              |                                |                              |          |          |
| 2003 - 1er tour (groupe mondial) - États-Unis - République tchèque - 5 : 0 |            |        |              |                                |                              |          |          |
| 2                                                                          | 26/04/2003 | Lowell | Dur (int.)   | Serena Williams Venus Williams | Dája Bedáňová Eva Birnerová  | 6-0, 6-1 | Parcours |

## Classements WTA en fin de saison

### En simple
| Année | 2000 | 2001 | 2002 | 2003 | 2004 | 2005 | 2006 | 2007 | 2008 | 2009 | 2010 | 2011 | 2012 | 2013 | 2014 |
| Rang  | 780  | 372  | 215  | 110  | 139  | 116  | 80   | 160  | 699  | 262  | 148  | 102  | 125  | 192  | 261  |

Source : (en) « Classements de Eva Birnerová », sur le site officiel du WTA Tour

### En double
| Année | 2000 | 2001 | 2002 | 2003 | 2004 | 2005 | 2006 | 2007 | 2008 | 2009 | 2010 | 2011 | 2012 | 2013 | 2014 |
| Rang  | 813  | 977  | 247  | 213  | 94   | 62   | 88   | 163  | 442  | 399  | 137  | 73   | 63   | 94   | 375  |

Source : (en) « Classements de Eva Birnerová », sur le site officiel du WTA Tour